# پل دبلیو شرودر
پل دبلیو شرودر (انگلیسی: Paul W. Schroeder; ۲۳ فوریهٔ ۱۹۲۷ – ۶ دسامبر ۲۰۲۰) تاریخ‌نگار اهل ایالات متحده آمریکا بود.
وی همچنین برندهٔ جوایزی همچون برنامه فولبرایت شده‌است.